# Pine Brook Hill
Pine Brook Hill – jednostka osadnicza w Stanach Zjednoczonych, w stanie Kolorado, w hrabstwie Boulder.